# Charles Henry Mackintosh
Mackintosh Charles Henry (1820. október, Glenmalure kaszárnya, Írország – 1896. november) keresztény prédikátor, író és újságalapító.

## Élete
Atyja kapitány, anyja egy ősrégi ír család sarja Lady Weldon lánya volt. 18 évesen tért meg, ami újjá alakította életét. 1838-ban Limerickben üzleti területen tevékenykedett, de a következő évben Dublinba ment és identitását a Plymouthi hittestvéreknél (Plymouth Brethren) találta meg. 1844-ben 24 évesen Westportban magán iskolát nyitott, ahol kifejlesztett egy speciális módszert a klasszikus nyelvek tanítására. 1845-1850 között az úgynevezett „ír burgonya-éhínség” alatt Mackintosh az ír Mayo megyébe utazott hirdetni az evangéliumot a szegényeknek. 1853-ban az iskola bezárására kényszerült és Dublinba telepedett le. 1859-ben aktívan bekapcsolódott az ír evangélikus újjászületésben (Revivalism). Bibliai elmélkedései a „Things New and Old” című folyóiratban jelentek meg, melyet ő alapított, majd szerkeszti Charles Stanleyvel.

## Magyarul megjelent könyvei
- Elmélkedések Mózes első könyvéről; ford. Vida Sándor; Roth A. Ny., Miskolc, 1937
- Elmélkedések Mózes második könyvéről; ford. Zsigmondy Zsigmond, átnézte, bev. Kiss Ferenc; Evangéliumi Iratmisszió, Tuttlingen, 197?
- Elmélkedések Mózes harmadik könyve felett; ford. Kádár Imre, átnézte, előszó Kiss Ferenc; Sylvester Ny., Bp., 1943
- Elmélkedések Mózes negyedik könyve felett; ford. Kádár Imre, átnézte, előszó Kiss Ferenc; Evangélikus Könyvkereskedés, Bp., 1944
- Elmélkedések Mózes ötödik könyve felett. 1. rész; ford. Kádár Imre, utószó Kiss Ferenc; Evangéliumi Könyvkereskedés, Bp., 1947
- Istenért elhagyom... A hit útja Ábrahámnál és nálunk / Te és házadnépe; Evangéliumi Iratmisszió, Stuttgart, 1975
- A hitből való élet / A hitből való élet Dávid király életében és korában / Gondolatok az Úr Jézus visszajöveteléről / A nagy megbízatás / Ima és imaóra; Evangéliumi, Stuttgart, 198?
- A hitből való élet / A hitből való élet Dávid király életében és korában / Gondolatok az Úr Jézus visszajöveteléről / A nagy megbízatás / Ima és imaóra; Primo, Bp., 1992 ISBN 963-8079-06-1
- Hogyan találunk rá Isten útjára?; Primo, Bp., 1993 ISBN 963-7838-10-4
- Elmélkedések Mózes 1. 2. 3. könyvéről; ford. Vida Sándor, Zsigmondy Zsigmond, Kádár Imre, előszó Kiss Ferenc; jav. kiad.; GBV, Dillenburg, 2000
- Elmélkedések Mózes 4. 5. könyvéről; ford. Kádár Imre, előszó Kiss Ferenc; jav. kiad.; GBV, Dillenburg, 2000
- Te és a házadnépe; Evangéliumi Kiadó és Iratmisszió, Bp., 2002 ISBN 963-9434-22-1

## Fordítás
- Ez a szócikk részben vagy egészben  a   Charles Henry Mackintosh című angol Wikipédia-szócikk fordításán alapul.  Az eredeti cikk szerkesztőit annak laptörténete sorolja fel. Ez a jelzés csupán a megfogalmazás eredetét és a szerzői jogokat jelzi, nem szolgál a cikkben szereplő információk forrásmegjelöléseként.